# Sioło Stiepanczykowo i jego mieszkańcy
Sioło Stiepanczykowo i jego mieszkańcy (albo Wieś Stiepanczykowo i jej mieszkańcy, ros. Село Степанчиково и его обитатели) – powieść Fiodora Dostojewskiego opublikowana w 1859 w "Otieczestwiennych zapiskach". W 1860 została wydana w formie książkowej.

## Geneza i recepcja
Nad powieścią Dostojewski pracował dwa lata. Prace rozpoczął podczas zesłania na Syberii, jednak przerwał je na czas pisania innego utworu pt. Sen wujaszka.
Na ówczesnych Dostojewskiemu Sioło Stiepanczykowo nie wywarło wielkiego wrażenia, jednak po śmierci pisarza powieść stała się popularna, a imię bohatera Fomy Opiskina stało się powszechnie znane.

## Bohaterowie
- Pułkownik Jegor Ilicz Rostaniew
- Praskowia Iliniczna, siostra Jegora Ilicza Rostaniewa
- Dzieci pułkownika Jegora Ilicza Rostaniewa: Iliusza i Saszeńka
- Student Siergiej Aleksandrowicz, siostrzeniec pułkownika Jegora Ilicza Rostaniewa
- Generałowa Agafia Timofiejewna Krachotkina, matka pułkownika Jegora Ilicza Rostaniewa
- Foma Fomicz Opiskin, rezydent i despota
- Nastieńka, guwernantka
- Jefgraf Łarionowicz Jeżewikin, ojciec guwernantki Nastieńki
- Panna Pieriepielicyna, przyjaciółka generałowej Krachotkinej
- Paweł (Paul) Siemionowicz Obnoskin z mamusią Anfisą Pietrowną
- Iwan Iwanowicz Mizinczikow, kuzyn Siergieja Aleksandrowicza
- Tatiana Iwanowna, daleka kuzynka pułkownika Rostaniewa
- Stiepan Alieksiejewicz Bachcziejew, ziemianin, mieszkający w sąsiedztwie
- Grigorij Widopliasow, lokaj pułkownika Rostaniewa
- Gawriła, starszy lokaj pułkownika Rostaniewa

## Ekranizacje i przedstawienia teatralne
- W 1919 MChAT przedstawił widzom spektakl Sioło Stiepanczykowo (w roli Fomy Opiskina wystąpił Iwan Moskwin). W 1970 została wystawiona nowa wersja spektaklu w MCHAT-ie im. Czechowa (w 1973 nagrany jako serial telewizyjny). Rolę Fomy Opiskina zagrał tym razem Aleksiej Gribow.
- W 1989 w Związku Radzieckim został nakręcony i pokazany w telewizji serial Sioło Stiepanczykowo i jego mieszkańcy, w którym w rolę Fomy Opiskina wcielił się Lew Durow.
- Od 1995 w Państwowym Teatrze Akademickim im. Mossowieta grany jest spektakl Foma Opiskin, w którym główną rolę gra Siergiej Jurski.
- W Polsce premiera miała miejsce w 1966 w Teatrze Polskim we Wrocławiu (pod tytułem Wieś Stiepanczykowo i jej mieszkańcy, reż. Jerzy Krasowski, tłum. Jerzy Jędrzejewicz)[1].
- W 1996 w Teatrze Telewizji TVP miała miejsce premiera spektaklu Ekscelencja (reż. Andrzej Kostenko) będącego telewizyjną adaptacją opowiadania Dostojewskiego[2].
- W 2006 w Teatrze Współczesnym w Warszawie przedstawienie również pod tytułem Ekscelencja (reż. Izabella Cywińska)[3].

## Nawiązania
Grupa rockowa Krzyki Widopliasowa zaczerpnęła swoją nazwę właśnie z tej powieści Dostojewskiego.